# Frederickena unduliger
El batará ondulado (en Colombia, Perú y Ecuador) (Frederickena unduliger), es una especie de ave paseriforme perteneciente al género Frederickena de la familia Thamnophilidae. Es nativa de la región amazónica de América del Sur.

## Distribución y hábitat
Se distribuye en el occidente de la cuenca amazónica, en el este de Perú, norte de Bolivia y oeste de Brasil.
Es escasa y rara en el sotobosque de selvas húmedas de terra firme, principalmente debajo de los 500 m de altitud.

## Sistemática

### Descripción original
La especie F. unduliger fue descrita por primera vez por el ornitólogo austríaco August von Pelzeln en 1868 bajo el nombre científico Thamnophilus unduliger; localidad tipo «Río Içanna, noroeste de Brasil.».

### Taxonomía
La especie Frederickena fulva era tratada anteriormente como conespecífica con la presente, pero los trabajos de Isler et al 2009 indicaron que debía ser considerada como especie separada, sobre la base de las diferencias vocales; la separación fue aprobada en la Propuesta N° 431 al South American Classification Committee (SACC).
El nombre científico correcto es unduliger y  no unduligera como aprobado en la Propuesta N° 489 al SACC.

### Subespecies
Según la clasificación del Congreso Ornitológico Internacional (IOC) (Versión 7.1, 2017) y Clements Checklist v.2016, se reconocen 3 subespecies, con su correspondiente distribución geográfica:
- Frederickena unduliger unduliger (Pelzeln, 1868) – noroeste de la Amazonia brasileña en el alto río Negro, posiblemente se extiende hacia el sur hasta la margen norte del río Solimões.
- Frederickena unduliger diversa J. T. Zimmer, 1944 – este de Perú (sur del río Marañón y río Amazonas y noroeste de Bolivia (sur de La Paz, extremo sur del Beni).
- Frederickena unduliger pallida J. T. Zimmer, 1944 – suroeste de la Amazonia brasileña (Amazonas al sur del río Amazonas), probablemente también en el centro norte de Bolivia (este de Pando).